# Hvězdnice zlatovlásek
Hvězdnice zlatovlásek (Aster linosyris) je vzhledově poměrně odlišný druh rodu hvězdnice, o problémech s jeho taxonomickým zařazením svědčí i počet synonym kterými je mnohde dosud nazýván.

## Výskyt
Tato hvězdnice se vyskytuje téměř v celé Evropě, severní hranice probíhá jihem Skandinávie a Britských ostrovů. Dále její areál pokračuje do evropské části Ruska, Malé Asie, na Kavkaz a také se objevuje na severozápadě Afriky. Vyrůstá ve stepních oblastech, na teplých výslunných pastvinách a vápencových skalách, vyžaduje zásaditou vysychavou půdu a dostatek slunečního svitu.
V České republice je rozšířena ve středních a východních Čechách a na jižní Moravě, téměř výhradně v oblasti termofytika. Vyrůstá nejčastěji v nížinách, v pahorkatinách ji spatříme jen zřídka. Je součásti teplomilné vegetace společenstev svazů Bromion erecti, Festucion valesiaceae a teplomilných křovin svazu Geranion sanguinei.

## Popis
Vytrvalá trsnatá rostlina s lodyhou obvykle přímou, někdy krátce vystoupavou, vyrůstající z krátkého dřevnatějícího oddenku. Tuhá lodyha, teprve v horní části se větvící, dorůstá do výšky 10 až 50 cm a je hustě olistěná střídavě postavenými listy. Ty jsou přisedlé, čárkovitě kopinaté, celokrajné, z obou stran lysé, po okraji drsné a mají zřetelnou střední žilku. Bývají dlouhé 3 až 4 cm a široké jen 1 až 2 mm, v době kvetení listy od spodu postupně usychají. Rostlina má obnovovací pupeny u země (hemikryptofyt).
Květenství, sestavené do chocholičnaté laty, se skládá z četných úborů velkých asi 1,5 cm které mají zelené zákrovní listeny. Žluté květy úborů mají pěticípou korunu a jsou trubkovité, jen vzácně se vyskytující jazykovité jsou bílé nebo nafialovělé. Vykvétá až v druhé polovině léta, v srpnu a září. Plodem jsou podlouhlé, smáčknuté chlupaté nažky s pérovitým chmýrem jen o málo delším než jsou samy.

## Ohrožení
Hvězdnice zlatovlásek je v České republice klasifikována jako rostlina sice s pomalým, přesto trvalým ústupem. Je proto vyhláškou MŽP ČR č. 395/1992 Sb. ve znění vyhl. č. 175/2006 Sb. a "Černým a červeným seznamem cévnatých rostlin České republiky z roku 2000" prohlášena za ohrožený druh.

## Použití
Pro své výrazně žluté, pozdně rozkvétající květy a nenáročnost při pěstování se hvězdnice zlatovlásek vysazuje do ozdobných skalek a sušších záhonů s trvalkami na slunných stanovištích. Okrasná zahradnictví tuto chráněnou rostlinu množí řízkováním ze zahradnických kultur, v malém množství ji lze také rozmnožit dělením trsů v předjaří.